# Сапожкино
Сапо́жкино (рос. Сапожкино) — село у складі Бугурусланського району Оренбурзької області, Росія.

## Населення
Населення — 119 осіб (2010; 227 у 2002).
Національний склад (станом на 2002 рік):
- мордва — 93 %